# Квест-перформанс
Квест-перформанс — это интерактивная игра, сочетающая в себе элементы популярного игрового формата «квесты в реальности» и театрализованного перформанса, где игроки становятся главными героями разыгрываемой истории и влияют на развитие сюжета. Главной особенностью квест-перформанса является наличие в игре одного или нескольких актёров, которые направляют игровой процесс и входят в контакт с игроками путём диалога либо телесного контакта.

## Особенности жанра
Квест-перформанс имеет родственную черту с перформансом как таковым — перед зрителями-игроками разыгрывается представление, участниками которого становятся и они сами. В своей игровой основе квест-перформанс повторяет правила эскейп-рума: игроки попадают в замкнутое пространство, в котором они должны успеть за 60 минут выполнить все игровые задания и после этого выбраться из помещения. Дальше же следует существенные различия. В квест-перформансах присутствует минимум логических задач на решение головоломок, а главный акцент делается на возбуждении эмоций игроков и на их переживаниях. В связи с этим особое внимание на квест-перформансах уделяется атмосфере игрового помещения с использованием световых и звуковых спецэффектов, а также тщательно проработанной истории с продуманными ролями для актёров и игроков.
Как правило, сюжет квест-перформансов нелинеен, актёры импровизируют и напрямую коррелируют своё поведения с действиями игроков, поэтому финал игры очень часто непредсказуем. Если в классических квестах в реальности можно проиграть, не успев за 60 минут найти ключ для выхода из помещения, то в квест-перформансах победа или поражение может зависеть от решений игроков в ситуации выбора того или иного варианта сюжетного действия.
В зависимости от сюжета и темы перформанса, актёр может направлять игроков и помогать им, выполнять роль трикстера или выступать антагонистом, мешая и запугивая.

## Виды квест-перформансов
Родоначальником жанра стал квест-перформанс «Коллекционер», открывшийся в Москве в конце 2014 года. Игра была сделана по аналогии с нью-йоркским проектом Sleep No More, с адаптацией под российский менталитет. По легенде команда игроков оказывается запертой в доме маньяка-людоеда, одержимого собирательством «редких экземпляров». Перед заходом на локацию игрокам предлагают надеть специальные игровые костюмы, после чего каждому накидывают мешок на голову и проводят в игровое помещение. Для создания реалистичности происходящего и нагнетания атмосферы страха некоторые игровые комнаты забрызганы кровью, присутствуют запахи сырого мяса. Актёр «маньяк» может взять игрока «в плен» и оказывать на него психологическое давление, вплоть до пускания ему в лицо сигаретного дыма.
Новый игровой жанр стал быстро популярен среди других квест-компаний России и отдельных европейских стран. Только в Москве на конец 2016 года открыто более 100 квест-перформансов. Каждый из них посвящён определённой тематике, от практически документальных сюжетов из истории Второй мировой войны до сценариев с мотивами фэнтези и постапокалипсиса. Однако особой популярностью у игроков стали пользоваться такие подвиды квест-перформанса, как хорроры и экшн-игры.
Хоррор-перформанс — самый экспериментальный и одновременно популярный жанр в квест-индустрии. Как правило хорроры проходят в тёмных или слабоосвещённых помещениях, где за игроками охотится маньяк или чудовище. Степень запугивания в разных хоррорах может варьироваться — от лёгкого и даже комедийного до ситуаций с жёстким телесным контактом со стороны актёра. Хорроры могут эксплуатировать самые различные темы, от грубого насилия и секса до выдержанных мистических историй в домах с приведениями и заброшенных больницах
Экшн-перформанс, или экшн-триллер — обобщающее название для квест-перформансов, где игрокам нужно много двигаться и выполнять различные активные действия: прыгать, ползать, бегать, скрываться, иногда стрелять из игрового оружия. Часто экшны обыгрывают известные игровые форматы по типу Форт Боярд, пряток в темноте или бродилок по лабиринту, в других случаях — повторяют сюжеты фильмов-боевиков и триллеров: противостоять полчищам зомби, скрываться от Чужого, найти антивирус и спасти человечество. Очень часто в экшнах могут принимать участие не стандартное для других квест-перформансов количество игроков от 1 до 4, а большие компании до 30 человек.